# Козятин (Сумская область)
Козятин (укр. Козятин) — село,
Ахтырский городской совет,
Сумская область,
Украина.
Код КОАТУУ — 5910290005. Население по переписи 2001 года составляло 6 человек .

## Географическое положение
Село Козятин находится на левом берегу реки Ворскла,
выше по течению на расстоянии в 2 км расположено село Залужаны,
ниже по течению на расстоянии в 2 км расположено село Пристань.
Река в этом месте извилистая, образует лиманы, старицы и заболоченные озёра.
К селу примыкает большой лесной массив (сосна).